# Seraphim Falls
Seraphim Falls is een Amerikaanse westernfilm onder regie van David Von Ancken, die het verhaal zelf schreef samen met Abby Everett Jaques. De productie ging op 13 september 2006 in première op het Internationaal filmfestival van Toronto.

## Verhaal
Het is 1868, drie jaar na het einde van de Amerikaanse Burgeroorlog, wanneer een man die later Gideon zal blijken te heten (Pierce Brosnan) van afstand in de arm wordt geschoten. Hij bedenkt zich niet en gaat op de loop. De man die voor het schot verantwoordelijk blijkt, heet Carver (Liam Neeson). Hij zet samen met een viertal premiejagers (Michael Wincott, Ed Lauter, Kevin J. O'Connor en John Robinson) met op dat moment onbekende reden een klopjacht op Gideon in.
Gideon blijkt geen makkelijke prooi. Terwijl de mannen op hem jagen, maakt hij zijn achtervolgers en mensen die hem verder de weg versperren een voor een af, totdat alleen Carver en Hayes (Wincott) over zijn. Parsons (Lauter) overleeft ook, door de jacht te staken.
Tijdens de keren dat 'captain' Gideon en 'colonel' Carver op spreekafstand van elkaar zijn, krijgt de kijker langzaam duidelijkheid over het waarom van het gebeuren. Gideon en zijn mannen zijn jaren geleden bij het huis van Carver geweest, die daar woonde met zijn vrouw Rose (Angie Harmon), hun zoontje en hun baby. Gideon haalde Carver en zijn vrouw en zoon naar buiten, maar werd niet ingelicht over het bestaan van de baby. Toen hij het huis in brand liet steken, vluchtten Carvers vrouw en zoon naar binnen om de baby te redden, waarbij ze alle drie voor de ogen van Carver omkwamen in het vuur. Deze is nu gebrand op wraak.

## Rolverdeling
- Pierce Brosnan - Gideon
- Liam Neeson - Carver
- Robert Baker - Pope
- Michael Wincott - Hayes
- Ed Lauter - Parsons
- John Robinson - Kid
- Kevin J. O'Connor - Henry
- Shannon Zeller - Charlotte
- Jimmi Simpson - Big Brother
- James Jordan - Little Brother, bankrover
- Nate Mooney - Cousin Bill
- Xander Berkeley - McKenzy, voorman van de spoorwegbouwers
- Tom Noonan - Father Abraham
- Wes Studi - Charon, indiaan
- Anjelica Huston - Madame Louise, marskramer
- Angie Harmon - Rose, vrouw van Carver

## Trivia
- De verklaring wat Madam Louise is, staat achter op haar wagen.
- Seraphim Falls won een Taurus World Stunt Award voor de 'val' die Gideon maakt in een waterval.